# Трёхсторонняя декларация 1950 года
Трёхсторонняя декларация 1950 года, также называемая трёхсторонним соглашением 1950 года — совместное заявление Соединённых Штатов, Соединённого Королевства и Франции с целью гарантировать территориальный статус-кво, который был определён арабо-израильскими соглашениями 1949 года о перемирии. Было подписано 25 мая 1950 года в Лондоне министрами иностранных дел США, Великобритаинии и Франции.
Подписанием декларации западные державы стремились поддержать политическую стабильность на Ближнем Востоке как основное условие для поставок нефти, нейтрализовать арабо-израильский конфликт и, если возможно, убедить арабов и израильтян объединиться с Западом против угрозы советского вторжения. Соединённые Штаты были центральной силой, стоявшей за соглашением: президент Дуайт Эйзенхауэр рассматривал его как инструмент для обеспечения нейтралитета Запада, особенно Соединённых Штатов, в арабо-израильском конфликте. Конечная цель заключалась в предотвращении любых территориальных захватов на Ближнем Востоке.

## Содержание декларации
В данном заявлении было объявлено о приверженности сторон делу мира и стабильности на Ближнем Востоке и их неприятии применения силы или угрозы силой. Они обязались принимать различные военные и дипломатические усилия в рамках Организации Объединённых Наций для предотвращения нарушений границ или линий перемирия. Кроме того, они вновь заявили о своём противодействии развитию гонки вооружений.
Декларация предусматривала тесные консультации между тремя державами с целью контроля над торговлей оружием в регионе и ограничения арабо-израильской гонки вооружений.

## NEACC
В июне 1952 года стороны создали Ближневосточный координационный комитет по вооружениям (NEACC), через который они координировали продажу своего оружия всем сторонам в конфликте. Соединённые Штаты практически не продавали оружия на Ближнем Востоке, основная конкуренция была между компаниями Великобритании и Франции.

## Реализация декларации
Чешская сделка по поставкам оружия в сентябре 1955 года, по которой Советский Союз согласился продать Египту современное оружие на сумму 250 миллионов долларов, стимулировала страны, подписавшие декларацию, продавать больше оружия Израилю, что привело к Суэцкому кризису. В апреле 1956 года Франция начала поставки Израилю большого количества современного оружия. «Франция поставляла Израилю оружие с начала 1950-х годов в соответствии с условиями секретного франко-израильского соглашения о вооружениях (в нарушение Трёхстороннего соглашения, но при поддержке и поощрении со стороны Америки)».
В августе 1956 года Эйзенхауэр заявил, что поставки оружия Францией и Великобританией Израилю нарушают трёхстороннюю декларацию.